# Myndigheten för arbetsmiljökunskap
Myndigheten för arbetsmiljökunskap, på engelska kallat Swedish Agency for Work Environment Expertise, är en svensk statlig myndighet som sorterar under Arbetsmarknadsdepartementet och är ett nationellt kunskapscentrum för frågor om arbetsmiljö. Myndigheten är en enrådighetsmyndighet och leds av en generaldirektör. Vid myndigheten finns ett insynsråd som utses av regeringen.

## Myndighetens uppdrag
- Myndigheten för arbetsmiljökunskap har till uppgift att ansvara för kunskapsuppbyggnad och kunskapsspridning samt utvärdering och analys i syfte att bidra till att kunskap om arbetsmiljö kommer till användning i praktiken.
- Myndigheten ska inom sitt ansvarsområde samla in, sammanställa och sprida kunskap baserad på forskning på ett begripligt och lättillgängligt sätt.
- Myndigheten ska utvärdera och analysera effekter av beslutade och genomförda statliga reformer och andra statliga initiativ.
- Myndigheten ska följa och analysera utvecklingen i syfte att stärka sitt kunskaps-, analys- och utvärderingsarbete.
- Myndigheten har även till uppgift att följa och främja kunskapsuppbyggnad om arbetsmiljöfrågor i Europeiska unionen och internationellt, och följa och främja företagshälsovårdens utveckling.

## Myndighetens verksamhet
På ett forskningsbaserat sätt tillhandahåller och sprids kunskap om konsekvenserna av arbetslivets utveckling för arbetsmiljön.

### Analys och utvärdering
Myndigheten gör systematiska litteraturöversikter som genomförs av experter och forskare tillsammans med analytiker från myndigheten. Rapporter från myndigheten kan ligga till grund för att beslut fattas på bästa tillgängliga vetenskapliga faktaunderlag (evidens).
En del av myndighetens uppdrag är att identifiera och påtala vetenskapliga kunskapsluckor.

### Internationellt arbete
Myndigheten följer och främjar kunskapsuppbyggnad om arbetsmiljöfrågor i Europeiska unionen och internationellt samt stödjer regeringen i det internationella arbetsmiljöarbetet.
Myndigheten ingår i det europeiska forskningsnätverket PEROSH som samordnar forsknings- och utvecklingsinsatser inom arbetssäkerhet och hälsa i Europa genom att arbeta nära EU och andra internationella partners för att stärka forsknings-, spridnings- och finansieringsinsatser.

## Vetenskapligt råd och referensgrupp
Ett vetenskapligt råd bestående av forskare i en rad olika ämnen som är verksamma vid olika universitet ger råd och förslag till kvalitetssäkring av myndighetens kunskapssammanställningar, utvärderingsrapporter och övrig verksamhet. Myndigheten har även en referensgrupp knuten till sig med representanter för arbetsgivar- och arbetstagarorganisationer, företagshälsovården, AMM-kliniker samt relevanta myndigheter och organisationer inom arbetsmarknads- och arbetsmiljöområdet.

## Myndighetens historia
Den 21 januari 2016 gav regeringen en särskild utredare i uppdrag att föreslå hur ett nationellt centrum för samling och spridning av kunskap och forskningsresultat om arbetsmiljö samt för utvärdering av arbetsmiljöpolitik borde inrättas och utformas.
Den 28 mars 2017 överlämnade utredningen sitt betänkande, Ett nationellt centrum för kunskap om och utvärdering av arbetsmiljö (SOU 2017:28). Utredningen föreslog att ett nationellt arbetsmiljöcentrum skulle inrättas med uppdrag att samla och sprida kunskap om arbetsmiljö, utvärdera arbetsmiljöpolitiken, ta fram riktlinjer till företagshälsovården och stärka Sveriges internationella arbetsmiljöarbete.
Den 7 september 2017 beslutade regeringen att inrätta en ny myndighet för arbetsmiljökunskap. Myndigheten för arbetsmiljökunskap inledde verksamheten den 1 juni 2018 och invigdes officiellt den 15 augusti 2018 på Gävle slott.

## Myndighetens generaldirektörer
- Nader Ahmadi, 1 juni 2018-